# Sondros
Sondros fue un alfarero griego, activo en Atenas alrededor del 550-540 a. C.
Se le conoce por su firma en los fragmentos de varias copas de los pequeños maestros. También hay una copa suya completa de Gordio. Pertenece a los Pequeños maestros.
parece haber sido uno de los primeros pintores especializados en este tipo de copas.